# 「新しい公共」推進会議
「新しい公共」推進会議（あたらしいこうきょうすいしんかいぎ）は、2010年に民主党政権が内閣府に設置した機関である。本記事では「新しい公共」円卓会議、新しい公共調査会についても述べる。2012年12月26日に第2次安倍内閣の発足とともに廃止された。

## 概要
鳩山由紀夫首相は2010年（平成22年）1月29日の施政方針演説において「新しい公共」という言葉を取り上げ、国家戦略の柱とした。2月10日には、国家戦略担当大臣・仙谷由人を初代の内閣府特命担当大臣（「新しい公共」担当）とした。この「新しい公共」という考え方やその展望を市民、企業、行政などの社会に広く浸透させ、これからの日本社会の目指すべき方向性やそれを実現させる制度・政策の在り方などについて議論を行うことを目的として「新しい公共」円卓会議が設置され、6月4日の鳩山由紀夫内閣総辞職まで8回開催された。以降の民主党政権においても担当大臣が任命され、2010年9月29日には提唱者の鳩山由紀夫が会長に就任する「新しい公共調査会」の発足が発表された。
2010年10月22日に「新しい公共」をより推進していくため「新しい公共」推進会議の設置が閣議決定され、第2次安倍内閣が発足した2012年12月26日深夜の初閣議で当会議は廃止が決定された。

## 「新しい公共」円卓会議

### 会議の趣旨
「新しい公共」円卓会議とは、第173回国会における所信表明演説に基づき、「新しい公共」という考え方やその展望を市民、企業、行政などに広く浸透させるとともに、これからの日本社会の目指すべき方向性やそれを実現させる制度・政策の在り方などについて議論を行うことを目的として開催する会議。

### 構成員
- 会議は有識者により構成し、内閣総理大臣が開催する。
- 会議の座長は互選により決定する。
- 会議には、総理大臣、副総理、内閣官房長官及び内閣府特命担当大臣（「新しい公共」担当）が出席するほか必要に応じ関係大臣その他関係者の出席を求めることができる。

## 「新しい公共」推進会議

### 構成員
| 氏名       | 役職 |
| ---------- | --- |
| 野田佳彦   | 内閣総理大臣 |
| 中塚一宏   | 「新しい公共」担当大臣                                                                                              |
| 太田達男   | 公益財団法人公益法人協会理事長                                                                                      |
| 小澤浩子   | 東京都赤羽消防団副団長                                                                                              |
| 金子郁容   | 慶應義塾大学大学院政策・メディア研究科教授                                                                          |
| 北城恪太郎 | 日本アイ・ビー・エム株式会社最高顧問                                                                                |
| 黒田かをり | 一般財団法人CSOネットワーク 事務局長・理事                                                                          |
| 納谷廣美   | 明治大学学長 |
| 新浪剛史   | 株式会社ローソン代表取締役社長                                                                                      |
| 早瀬昇     | 社会福祉法人大阪ボランティア協会常務理事 特定非営利活動法人日本NPOセンター副代表理                                  |
| 藤岡喜美子 | 特定非営利活動法人市民フォーラム21・NPO センター事務局長 公益社団法人日本サードセクター経営者協会執行理事兼事務局長 |
| 松原明     | 特定非営利活動法人シーズ・市民活動を支える制度をつくる会副代 表理事                                                 |
| 山田秀昭   | 社会福祉法人全国社会福祉協議会理事・事務局長                                                                        |

### 年表
- 2010年10月27日 第1回会議
- 2010年11月11日 第2回会議
- 2010年12月13日 第3回会議
- 2011年1月25日  第4回会議
- 2011年4月8日  第5回会議[3]
- 2011年5月31日  非公式会合
- 2011年6月14日  第6回会議
- 2011年7月20日  第7回会議
- 2012年1月12日  第8回会議
- 2012年10月16日  第9回会議